# Orchitis
Der Begriff Orchitis bezeichnet eine Entzündung des Hodens. Dieser ist dabei stark druck- und berührungsempfindlich. Ursachen sind insbesondere aufsteigende bakterielle, aber in manchen Fällen auch virale Infektionen (z. B. Mumpsorchitis). Die Orchitis ist eine mögliche Ursache der Unfruchtbarkeit. Die Therapie ist symptomatisch, Antibiotika können bei einer bakteriellen Entzündung zum Einsatz kommen. Differenzialdiagnostisch sind insbesondere Hodentorsion und Epididymitis (Entzündung des Nebenhodens) abzugrenzen. Ist das die Hoden umgebende Gewebe betroffen, spricht man von einer Periorchitis.

## Ursachen
1834 bereits unterschied Johann Lukas Schönlein nach ihrer Ursache die „einfache Orchitis“ (einschließlich der traumatischen Form) von Orchitis rheumatica, Orchitis erysipelacea, tripper-bedingter Orchitis und arthritischer Entzündung des Hodens.
Heute wird ursächlich vornehmlich von über den Ductus deferens aufsteigenden Infektionen bei vorbestehender Urethritis oder Prostatitis ausgegangen. Häufige Erreger sind dabei Staphylokokken, E. coli, Streptokokken, Proteus und Neisserien. Selten, insbesondere bei der tuberkulösen und viralen Form (z. B. bei der durch das Mumpsvirus ausgelösten Mumpsorchitis), liegt der hämatogene (über das Blut) Infektionsweg nahe. Zusätzlich verdienen die granulomatöse Orchitis, die bei älteren Männern auftritt und vermutlich eine Autoimmunkrankheit darstellt, sowie die Lues-Orchitis Erwähnung.
In Irland ist es 2010 einer Studie im BJU International zufolge zu einem Anstieg der Orchitisfälle bei Teenagern und jungen Erwachsenen gekommen.
Aufgrund einer später zurückgezogenen Studie, die Ende der 1990er Jahre durchgeführt wurde und die eine MMR-Impfung mit späteren Autismusdiagnosen und entzündlichen Darmerkrankungen in Verbindung brachte, ließen viele Eltern – vermehrt in England und Irland – ihre Kinder nicht impfen. Die nicht geimpften Kinder kamen 2010 in die Pubertät und waren damit vermehrten Komplikationen ausgesetzt, wenn sie im Rahmen einer der seltenen, aber möglichen Epidemien an Masern, Mumps oder Röteln erkrankten.
Eine Studie aus Taiwan zeigt einen gewissen Zusammenhang mit Hodenkrebs auf: Der Hodenkrebs-Diagnose geht gehäuft eine (Epididymo-)Orchitis voraus (11,0 % gegenüber einer Prävalenz von 0,3 %).

## Klinische Erscheinungen
Bei der Orchitis schwillt der Hoden (zum Teil bereits binnen weniger Stunden) an und ist schmerzhaft. Das Skrotum kann dabei hochrot und glänzend werden. In vielen Fällen begleiten auch Symptome einer Harnwegsinfektion.
Eine ähnliche Krankheitserscheinung (Differentialdiagnose) können Nebenhodenentzündung (Prehn-Zeichen positiv), Hodentorsion (Prehn-Zeichen negativ), Hodentumor, Hydrocele, Varikozele und Spermatozele hervorrufen.

## Diagnostik
Wegweisend sind Inspektion und Tastbefund. Dabei ist auch zu beachten, dass eine Nebenhodenentzündung begleitend auftreten kann. Ergänzend können eine bakteriologische Urinuntersuchung und in unklaren Fällen auch eine sonographische Darstellung sinnvoll sein.

## Therapie
Therapeutisch stehen Kühlung und Hochlagerung des Hodens, z. B. mit einem Hodenbänkchen, sowie die Gabe eines geeigneten Antibiotikums, bei bakterieller Entzündung, im Vordergrund. Bei persistierendem Schmerz kann zusätzlich die Gabe abschwellender und schmerzlindernder Medikamente notwendig werden.